# Karl Frenzel (Schriftsteller)

Karl Frenzel

Karl Wilhelm Theodor Frenzel (* 6. Dezember 1827 in  Berlin; † 10. Juni 1914 ebenda) war ein  Romanschriftsteller, Essayist und Theaterkritiker.

## Leben
Der in Berlin als Sohn eines Wirtes geborene Frenzel studierte hier seit 1849 Philologie, Philosophie und Geschichte, schloss sein Studium 1853 mit einer Promotion ab und arbeitete zunächst hauptberuflich als Lehrer an der Friedrich- und Dorotheenstädtischen Realschule. Gleichzeitig publizierte Frenzel in verschiedenen Zeitschriften; schon vor 1850 hatte er unter dem Pseudonym Carl Frey im Berliner Figaro Gedichte veröffentlicht und sich 1848 am Freischärler von Louise Aston beteiligt. 1853 wandte er sich an sein Vorbild Karl Gutzkow, den er als vielseitigen Schriftsteller und erstrangigen Kritiker sehr verehrte, und wurde einer der wichtigsten Beiträger von Gutzkows Unterhaltungen am häuslichen Herd. 1863 übernahm er die Leitung dieser Zeitschrift und gab auch den letzten Jahrgang 1864 heraus. Im Jahr 1861 trat er in die Redaktion der liberalen Berliner National-Zeitung ein, der er als Leiter des Feuilletons und Theaterkritiker bis 1908 angehörte. Neben Theodor Fontane, der 1870 Theaterkritiker der Vossischen Zeitung wurde, galt Frenzel bei seinen Zeitgenossen als maßgebender Theaterkritiker Berlins. Seine einflussreiche Stellung war lange unangefochten und wurde erst schwächer, als mit Gerhart Hauptmann und anderen der Naturalismus aufkam, den Frenzel im Gegensatz zu Fontane verurteilte und bekämpfte. Seine Bühnenkritiken wurden unter dem Titel: Berliner Dramaturgie gesammelt herausgegeben.

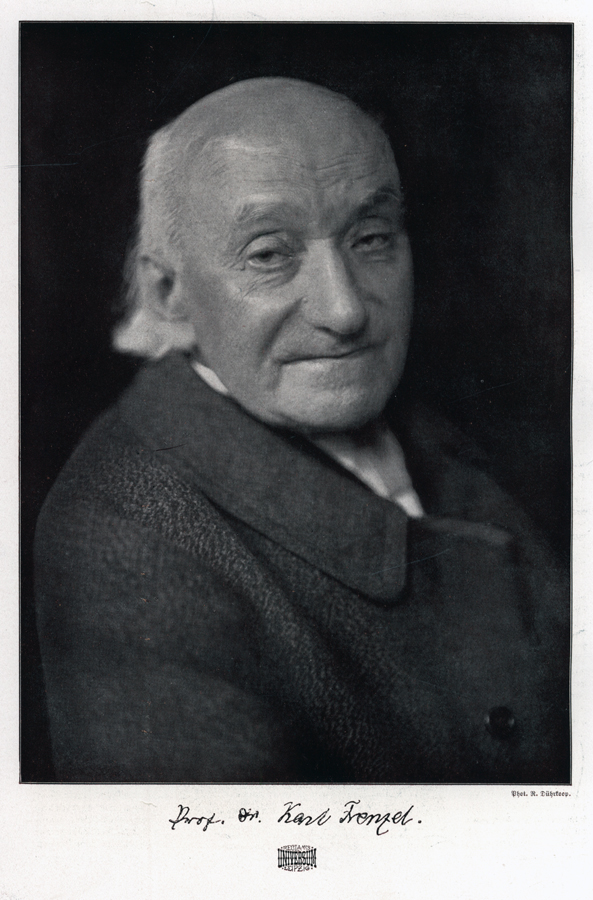
Karl Frenzel anno 1914

Zum 70. Geburtstag Frenzels 1897 verlieh ihm der preußische Staat den Professorentitel. Frenzel starb am 10. Juni 1914 in seiner Berliner Wohnung Dessauer Straße 19 und wurde auf dem Berliner Invalidenfriedhof an der Scharnhorststraße beigesetzt. Die Grabstätte existiert nicht mehr.

## Künstlerisches Schaffen
Schon 1857 ließ Frenzel ein Drama drucken (Attila, nur als Manuskript gedruckt), beschritt aber aus guten Gründen nicht die Laufbahn eines Theaterdichters. Seine selbständige literarische Laufbahn eröffnete er 1859 mit einer Sammlung historischer Essays Dichter und Frauen, der sich bald weitere Sammlungen von Essays und Kritiken, Roman- und Novellenbänden anschlossen. Frenzel wandte sich zunächst dem Genre des historischen Romans zu und schrieb eine Reihe von Erzählwerken, deren Handlungen in der Zeit der Aufklärung mit ihrer damals vorherrschenden französischen Bildung bevorzugt im 18. Jahrhundert angesiedelt sind. Später schrieb Frenzel auch Romane aus der Gegenwart, in denen vor allem die wachsende Reichshauptstadt Berlin Ort des Geschehens ist.
Vorübergehend (1866–67) war Frenzel auch Mitherausgeber des von Robert Eduard Prutz begründeten Deutschen Museums. Entscheidenden Anteil hatte er 1874 an der Begründung der Deutschen Rundschau seines Freundes Julius Rodenberg. In dieser Monatsschrift erschienen vorab zahlreiche seiner Romane und Novellen; auch war er hier viele Jahre lang Referent für die Berliner Bühne. Von Bedeutung für das literarische Leben Berlins im letzten Drittel des 19. Jahrhunderts waren auch andere Aktivitäten: So war er u. a. Mitbegründer des Vereins Berliner Presse, wichtiges Mitglied des Berliner Zweigvereins der Deutschen Schillerstiftung und ein für verschiedene kulturelle Ereignisse gesuchter Redner. Bei Theodor Fontanes Bestattung 1898 hielt er die Grabrede.

## Werke (Auswahl)
- Dichter und Frauen. Studien. (Hannover 1859–66, 3 Bde.)
- Melusine. Roman. (Breslau 1860) (Digitalisat)
- Vanitas. Ein Roman in 6 Büchern.  (Breslau 1861, 3 Bde.)
- Die drei Grazien. Ein Roman in 3 Büchern.  (Breslau. 1862)
- Büsten und Bilder. Studien. (Hannover 1864)
- Papst Ganganelli. Ein Historischer Roman in 5 Büchern. (Berlin 1864, 3 Bde.)
- Watteau. Ein Roman (Hannover 1864, 2 Bde.) (Digitalisat)
- Charlotte Corday. Historischer Roman. (Hannover 1864) (Digitalisat)
- Auf heimischer Erde. Neue Novellen (Berlin 1866)
- Deutsche Fahrten (Berlin 1868) (Digitalisat)
- Freier Boden. Historischer Roman in 3 Büchern. (Hannover 1868, 3 Bde.)
- Neue Studien (Berlin 1868)
- Im goldenen Zeitalter. Roman. (Berlin 1870, 4 Bde.)
- La Pucelle. Roman.   (Hannover 1871, 3 Bde.)
- Geheimnisse. Novellen. (Leipzig 1872, 2 Bde.)
- Lucifer. Ein Roman aus der Napoleonischen Zeit (Leipz. 1873, 5 Bde.)
- Deutsche Kämpfe (Hannover 1874)
- Sylvia. Roman. (Leipzig 1875, 4 Bde.)
- Lebensrätsel, Novellen (Leipzig 1875, 2 Bde.) (Band 1 Digitalisat, Band 2 Digitalisat)
- Renaissance und Rococo. Studien. (Berlin 1876)
- Berliner Dramaturgie (Hannover 1877, 2 Bde.)
- Frau Venus. Roman.  (Berlin 1880, 2 Bde.)
- Die Geschwister. Roman in vier Büchern. (Berlin 1881, 4 Bde.)
- Die Uhr. Aufzeichnungen eines Hagestolzen (Leipzig 1881) (Neuauflage 2021, ISBN 978-3-7437-2943-8)
- Das Abenteuer. Erzählung.  (Leipzig 1882)
- Chambord. Novelle. (Berlin 1883)
- Zwei Novellen  (Leipzig 1884)
- Der Hausfreund  (Leipzig 1884)
- Nach der ersten Liebe (Berlin 1884, 2 Bde.)
- Geld. Novelle. (Berlin 1885)
- Des Lebens Ueberdruß. Eine Berliner Geschichte (Minden 1886). Digitalisat Zentral- und Landesbibliothek Berlin
- Dunst. Roman. Deutsche Verlagsanstalt, Stuttgart und Leipzig 1887
- Schönheit. Novelle. (Berlin 1887)
- Erinnerungen und Strömungen (Leipzig 1887) (Digitalisat)
- Wahrheit. Novelle. (Berlin 1890)
- Gesammelte Werke (Leipzig 1890–92, 6 Bde.)
- Die Berliner Märztage und andere Erinnerungen (Leipzig 1912)